# جیووانی گادونی
جیووانی گادونی (انگلیسی: Giovanni Gaddoni; ۲۰ سپتامبر ۱۹۱۴ – ۲۰ اوت ۲۰۰۰) بازیکن فوتبال اهل ایتالیا بود.
از باشگاه‌هایی که در آن بازی کرده‌است می‌توان به باشگاه فوتبال اینتر میلان، باشگاه فوتبال تورینو، باشگاه فوتبال پیاچنزا، باشگاه فوتبال مونتسا، باشگاه فوتبال رجانا، باشگاه فوتبال آتالانتا، و باشگاه فوتبال جنوآ اشاره کرد.